# Rudolf John Gorsleben
Rudolf John Gorsleben (Metz, le 16 mars 1883 - Bad Homburg, le 23 août 1930) est un écrivain ésotérique allemand. En 1930, il a publié Hoch-Zeit der Menschheit, un ouvrage de référence du néo-paganisme allemand.

## Biographie
Gorsleben naît le 16 mars 1883, à Metz, une ville de garnison animée d'Alsace-Lorraine. Avec sa ceinture fortifiée, Metz est alors la première place forte du Reich allemand. Pendant la Première Guerre mondiale, Rudolf John Gorsleben sert dans une unité affectée sur les frontières de l'Empire ottoman. De retour en Allemagne, Gorsleben fonde en 1920 le journal Liberté Allemande, auquel participera Hans Günther.
Membre de la Société de Thulé, de la société ariosophique et de l'"Ordre nouveau du Temple", Rudolf John Gorsleben crée la société de l'Eddas ou Edda-Gesellschaft, le 29 novembre 1925, une société dont l'épouse du général Ludendorff sera membre. Rudolf John Gorsleben crée également le journal Hagal. Gorsleben sera également proche de Karl Maria Wiligut, un des maîtres à penser de Heinrich Himmler. Rudolf John Gorsleben publie, en 1930, Hoch-Zeit Menschheit, "Le zénith de l'Humanité", ouvrage de référence du néo-paganisme et de l’ariosophie. 
Rudolf John Gorsleben décèdera peu après, à Bad Homburg vor der Höhe, en Allemagne.

## Son œuvre
- Der Freibeuter, 1913[1];
- Der Rastäquar, 1913[1];
- Die königliche Waschfrau, 1918[1];
- Die Überwindung des Judentums in uns und außer uns, Deutscher Volksverlag, Dr. Ernst Boepple, Munich, 1920[1];
- Die Edda. Übertragen von Rudolf John Gorsleben. Die Heimkehr, Pasing, 1920[1];
- Gedichte, 1921;
- Das Blendwerk der Götter (Gylfaginning). Aus d. jüngeren Edda ins Hoch-Deutsche übertr. von Rudolf John Gorsleben. Die Heimkehr (W. Simon, Buchdr. u. Verlag), Pasing, 1923[1];
- Die Edda, Band 1. Lieder- Edda. Heldenlieder, Sprüche, Götterlieder - was wirklich in der Edda steht. 2002;
- Festschrift zum fünfundzwanzigjährigen Bestehen des Hammer 1901 - 1926. Den Mitarbeitern zugeeignet, Hammer, Leipzig, 1926[1];
- Das Geheimnis von Dinkelsbühl. Eine tiefgründige und doch kurzweilige Abhandlung über den Ursprung der Stadt, ihre Geschichte, die Herkunft des Wappens, über den Brauch der uralten „Kinderzeche” und über die Bedeutung einer rätselhaften Inschrift der Geheimen Bruderschaft der Bauhütte, hauptsächlich an Hand der Kenntnis der Runen / entdeckt, entziffert u. erklärt von Rudolf John Gorsleben, Brückner, Berlin 1928[1];
- Das Geheimnis von Dinkelsbühl… Reprint: Antiquariat an der Segringer Straße, Dinkelsbühl, 2004;
- Hoch-Zeit der Menschheit. XXV, 689 S., Ill., Koehler & Amelang, Leipzig, 1930[1];
- Hoch-Zeit der Menschheit. XXV, 689 S., Ill., Neudr. der Ausgabe Leipzig, 1930;
- Hoch-Zeit der Menschheit. XXV, 764 S., Ill., Faks.-Nachdr. der Ausg. Leipzig, 1930;

## Sources
- Nicholas Goodrick-Clarke: Die okkulten Wurzeln des Nationalsozialismus, 2004.
- Peter Orzechowski: Schwarze Magie - Braune Macht, Ravensburg, 1987.
- Stefanie von Schnurbein: Göttertrost in Wendezeiten, Munich, 1993.